# Pseudaphritis
Pseudaphritis är ett släkte av fiskar. Pseudaphritis ingår i familjen Pseudaphritidae.
Arterna förekommer i havet kring södra Australien och Tasmanien samt i angränsande floder och vikar med bräckt vatten eller sötvatten. Det vetenskapliga namnet är bildat av de grekiska orden pseudes (falsk) och aphritis, -idos (har skum som ursprung, född ur skum).
Pseudaphritis är enda släktet i familjen Pseudaphritidae.
Arter enligt Catalogue of Life:
- Pseudaphritis porosus
- Pseudaphritis undulatus
- Pseudaphritis urvillii